# 令狐建
令狐建（8世纪？—789年），唐朝京兆富平人，令狐彰的长子。
大历四年（769年）十二月，令狐彰派令狐建入朝，特加兼御史中丞，回到滑州。令狐彰去世，滑州三军让他夺情继承父职，令狐建根据父亲遗命，守死不从，举家回到京师。服丧完毕，转任右龙虎军使。建中四年（783年）十月，泾原兵乱，唐德宗出逃奉天县，右龙武军使令狐建在军中教射，于是以四百人随驾殿后。至奉天县，唐德宗以令狐建为行在中军鼓角使。皇帝至梁州，令狐建转任行在右厢兵马使、右羽林大将军、兼御史大夫。兴元元年（784年）六月十四，加检校左散骑常侍、行在都知兵马使、左神武大将军。令狐建妻李氏是李宝臣之女，令狐讨厌她，将休弃，诬称他和门客邢士伦通奸。令狐建杀邢士伦，逐走李氏。邢士伦之母闻不胜哀痛而亡。李氏家人奏请调查，唐德宗令三司诘问。李氏、奴婢证明被诬，令狐建于是自首，被赦免。德宗下以常膳五十万文安葬邢士伦母子。让京兆尹厚恤邢士伦之父。贞元四年（788年）七月，令狐建以前官为右领军卫大将军。贞元五年（789年）三月，以妄杀无辜，德宗顾念旧勋，想要宽贷；他陈诉时还是谎话连篇，于是贬为施州别驾同正，死在贬所。贞元六年（790年）九月，赠右领军大将军。贞元十年（794年），赠扬州大都督。